# X Krajowy Festiwal Piosenki Polskiej w Opolu
X Krajowy Festiwal Piosenki Polskiej w Opolu  – rozpoczął się 21 czerwca 1972 koncertem inauguracyjnym, natomiast zakończył się 24 czerwca. Koncert prowadzili Bogumiła Wander i Janusz Budzyński.

## Koncert InauguracyjnyWitamy po raz dziesiąty21.06.1972
1. Skaldowie - Pożegnanie poetki
2. Czerwone Gitary - Droga, którą idę
3. Magda Umer - O niebieskim, pachnącym groszku
4. Jerzy Grunwald i En Face - Tęcza nad nami
5. Zofia Kamińska - Pieśń o zapomnianej dziewczynie
6. Waldemar Kocoń - Wyznania najcichsze
7. Nina Urbano - U nas nad Odrą i Nysą
8. Amazonki - Maki spod Łowicza
9. Pro Contra - Nie ma dzisiaj wiatru w lesie
10. Zbigniew Wodecki - Tak to Ty
11. Ewa Miodyńska - Za nasze piękne dni
12. Anna German - Najpiękniejszy kraj
13. Daniel - Deszcz i wiatr
14. Jolanta Kubicka - W rytmie serca
15. Urszula Sipińska - To był świat w zupełnie starym stylu
16. Tadeusz Woźniak - Zegarmistrz światła
17. Dwa Plus Jeden - Chodź pomaluj mój świat
18. Halina Frąckowiak - Doliny, doliny
19. Stenia Kozłowska - Do szczęścia blisko
20. Bogdana Zagórska - Nie zabieraj mi lata
21. Ptaki - Zawsze w maju
22. Maryla Rodowicz - Gdzie są te łąki
23. Halina Kunicka - Czekaj mnie, wypatruj mnie
24. Framerowie - Po złocie, po zieleni
25. Zdzisława Sośnicka - Codziennie pomyśl o mnie chociaż raz

## KoncertKomu piosenkę22.06.1972
1. Czerwone Gitary - Ziemia śpiewa
2. Łucja Prus - Pod śliwką
3. Partita - Kiedy wiosna buchnie majem
4. Wiktor Zatwarski - Taki kraj, jak nasz
5. Ewa Śnieżanka - Kochaj mnie tak jak ja Ciebie kocham
6. Andrzej i Eliza - W sześć lat po ślubie
7. Bogusław Mec - Jej portret
8. Dana Lerska - Pamiętam, będą włosy blond
9. Maryla Rodowicz - Kochaniem, pragnieniem
10. Anna German - Jeszcze długa noc
11. Tropicale Thaiti Granda Banda - Koty za płoty
12. Danuta Rinn i Bogdan Czyżewski - Nie obiecuj, nie przyrzekaj
13. Zdzisława Sośnicka - Wierność
14. Andrzej Dąbrowski - Do zakochania jeden krok
15. Bemibek - Podaruj mi trochę słońca
16. Jolanta Kubicka - Światło w lesie
17. Sława Przybylska - Z Kujawiakiem
18. Kwartet Warszawski - Moda na skromne dziewczęta
19. Nina Urbano - Tak bym chciała
20. Urszula Sipińska i Piotr Figiel - Jaka jesteś Mario
21. Trubadurzy - Będziesz Ty
22. Elżbieta Igras - Co dasz mi dniu
23. Andrzej Rosiewicz i Hagaw - Ballada masochisty
24. Zofia Framer - Za mało było tej miłości
25. Tadeusz Ross - Kto nas pokocha
26. Halina Kunicka - Dopóki wam jeszcze Kasieńka się śni

## KoncertDebiuty
1. Zbigniew Wodecki – Tak to ty
2. Sławomira Studzińska – Na deszczowe dni
3. zespół Ikersi – U myj mamy rodzonej
4. Renata Lewandowska – Olbrzymi twój cień
5. Roma Buharowska – Szyszka

## KoncertMikrofon i Ekran24.06.1972
1. Skaldowie i Łucja Prus – Pod śliwką
2. Andrzej Dąbrowski – Do zakochania jeden krok
3. Urszula Sipińska:
  - To był świat w zupełnie starym stylu
  - Jaka jesteś Mario
4. Zdzisława Sośnicka
  - Codziennie pomyśl o mnie chociaż raz
  - Eurydyko
5. Jolanta Kubicka – Światło w lesie
6. Zbigniew Wodecki – Tak to ty
7. Sława Przybylska – Z kujawiakiem
8. Partita – Kiedy wiosna buchnie majem
9. Andrzej Rosiewicz – Samba wanna blues
10. Tadeusz Woźniak – Zegarmistrz światła
11. Bogusław Mec – Jej portret
12. Sławomira Studzińska – Na deszczowe dni
13. Trubadurzy – Będziesz ty
14. Maryla Rodowicz:
  - Kochaniem, pragnieniem
  - Gdzie są te łąki
15. Renata Lewandowska – Olbrzymi twój cień
16. Halina Kunicka – Czekaj mnie, wypatruj mnie

## Laureaci
Nagrody Ministerstwa Kultury i Sztuki (ex aequo)
- Zegarmistrz światła (Woźniak/Chorążuk) – wykonanie: Tadeusz Woźniak i Alibabki
- Jej portret (Nahorny/Kofta) – wykonanie: Bogusław Mec

Nagrody Komitetu ds. RiTV (za utwór kabaretowy, ex aequo)
- Samba wanna blues (Rosiewicz/Brudko) – wykonanie: Andrzej Rosiewicz i Asocjacja Hagaw
- Dawno chyba (K. Knittel, Maciej Szwed) – wykonanie: Magda Umer

Nagrody za debiut
- Sławomira Studzińska
- Zbigniew Wodecki
- zespół Ikersi

Nagroda Towarzystwa Przyjaciół Opola
- Z kujawiakiem (Wasowski, Osiecka), wykonanie: Sława Przybylska

Nagroda PRiTV za aranżację
- Henryk Wojciechowski i Piotr Figiel

Nagroda PRiTV
- Piotr Figiel i Urszula Sipińska za piosenkę Jaka jesteś Mario

Nagroda dziennikarzy
- Jan Tadeusz Stanisławski za piosenkę (której nie pozwolono mu wykonać na koncercie laureatów "Mikrofon i ekran"), pt.: „Z jednej strony uśmiech szalony, z drugiej strony gorzkie łzy”.